# Mevo Choron
Mevo Choron (hebrejsky מְבוֹא חוֹרוֹן, doslova „Brána nebo Vstup do Choronu“, podle biblické lokality Bét-chorón, v oficiálním přepisu do angličtiny Mevo Horon)je izraelská osada a vesnice typu mošav na Západním břehu Jordánu v distriktu Judea a Samaří a v Oblastní radě Mate Binjamin.

## Geografie
Nachází se v nadmořské výšce 250 metrů na jižním okraji Samařska, cca 4 kilometry jihovýchodně od města Modi'in-Makabim-Re'ut, cca 20 kilometrů severozápadně od historického jádra Jeruzalému a cca 35 kilometrů jihovýchodně od centra Tel Avivu. Osada Mevo Choron je de facto izolována od dopravní sítě Západního břehu Jordánu. Silniční napojení je orientováno zejména do vlastního Izraele, a to prostřednictvím lokálních silnic vedoucích do aglomerace města Modi'in-Makabim-Re'ut a nebo směrem k jihu, kde vede dálnice číslo 1, která spojuje Tel Aviv a Jeruzalém.
Nachází se v takzvaném latrunském výběžku, který vybíhá z jihozápadního rohu Samařska a o jehož dobytí včetně samotného Latrunu se izraelská armáda opakovaně neúspěšně pokoušela během války za nezávislost v roce 1948. Po dobytí Západního břehu Jordánu v roce 1967 pak Izrael území fakticky anektoval, protože přes tento do té doby Jordánskem kontrolovaný výběžek trasoval dálnici Tel Aviv-Jeruzalém a vysídlil tři zdejší palestinské vesnice.
Mevo Choron je situován na okraji úrodného Ajalonského údolí, které se už obrací směrem do pobřežní planiny a kterým protéká vodní tok Nachal Ajalon. Do něj směřuje po severním okraji vesnice vádí Nachal Bejt Chanan, po jižním okraji Nachal Kfira a jeho přítok Nachal Jitla.

## Dějiny
Na místě současné obce Mevo Choron stála do roku 1967 palestinská vesnice Bajt Nuba. Ta měla v roce 1961 1350 obyvatel. V roce 1967 byli obyvatelé obce vysídleni izraelskou armádou.
Nynější obec Mevo Choron byla založena roku 1970. Zřídila ji již 30. prosince 1969 skupina mládeže z hnutí Ezra a z organizace Po'alej Agudat Jisra'el. Šlo o jednu z prvních izraelských osad vzniklých na Západním břehu Jordánu a o první osadu v budoucí Oblastní radě Mate Binjamin. O možnosti zahájit civilní osidlování dobytých území a o rozsahu takové osidlovací politiky se v té době v Izraeli vedly spory. Ministr obrany Moše Dajan ale nakonec souhlasil. K faktickému osídlení nové obce došlo v roce 1970.
Jde o zemědělskou osadu typu mošav. Zejména severozápadně od obce se rozkládají rozsáhlé zemědělsky obdělávané plochy. Na jihozápadní straně se rozkládá rekreační areál Canada Park. Jihovýchodně od vlastní obytné části obce se nachází průmyslová zóna. Sídlí zde potravinářská firma C.I.P. Mevo-Horon založená roku 1988. Dle údajů z roku 2008 firma patřila do kategorie se 100-250 zaměstnanci.
V Mevo Choron je synagoga pro aškenázské i sefardské Židy, fungují zde mateřské školy, obchod se smíšeným zbožím, veřejná knihovna, zubní ordinace a plavecký bazén. Počátkem 21. století byla obec zahrnuta do izraelské bezpečnostní bariéry a fyzicky oddělena (spolu s celým latrunským výběžkem) od palestinských oblastí Západního břehu Jordánu.
V květnu 2001 byla severně od Mevo Choron založena nová skupina domů nazývaná Merom Ajalon, Mevo Choron-sever nebo Mevo Choron Farm. Podle údajů organizace Peace Now z roku 2007 žili v Merom Ajalon tři lidé. Podle vládní zprávy ale žije na místě šest rodin a lokalita Merom Ajalon je tvořena pěti obytnými karavany, obytným objektem sestaveným ze dvou kontejnerů, kovovým objektem pro budoucí zřízení synagogy a věžovitým zásobníkem na vodu, který zároveň slouží jako pozorovatelna.

## Demografie
Obyvatelstvo obce Mevo Choron je v databázi Rady Ješa popisováno jako nábožensky založené. Podle údajů z roku 2014 tvořili naprostou většinu obyvatel Židé (včetně statistické kategorie "ostatní", která zahrnuje nearabské obyvatele židovského původu ale bez formální příslušnosti k židovskému náboženství).
Jde o menší obec vesnického typu (ale ve své kategorii patří spíše k větším obcím) s populací, která od počátku 21. století zaznamenává výrazný populační růst. K 31. prosinci 2014 zde žilo 2425 lidí. Během roku 2014 registrovaná populace stoupla o 6,6 %.
| Rok            | 1972 | 1982 | 1985 | 1986 | 1987 | 1988 | 1989 | 1990 | 1991 | 1992 | 1993 | 1994 | 1995 | 1996 | 1997 | 1998 | 1999 | 2000 |
| -------------- | ---- | ---- | ---- | ---- | ---- | ---- | ---- | ---- | ---- | ---- | ---- | ---- | ---- | ---- | ---- | ---- | ---- | ---- |
| Počet obyvatel | 30   | 253  | 302  | 307  | 323  | 352  | 347  | 348  | 359  | 430  | 453  | 464  | 495  | 491  | 505  | 493  | 494  | 497  |

| Rok            | 2001 | 2002 | 2003 | 2004 | 2005 | 2006  | 2007  | 2008  | 2009  | 2010  | 2011  | 2012  | 2013  | 2014  |
| -------------- | ---- | ---- | ---- | ---- | ---- | ----- | ----- | ----- | ----- | ----- | ----- | ----- | ----- | ----- |
| Počet obyvatel | 537  | 599  | 712  | 827  | 950  | 1 037 | 1 169 | 1 327 | 1 593 | 1 768 | 1 923 | 2 147 | 2 274 | 2 425 |